# 达尔瓦德县
15°22′40″N 75°14′52″E / 15.3778395°N 75.2479061°E
达尔瓦德县(卡纳达语：Dharwad ಧಾರವಾಡ )是位于印度南部卡纳塔克邦的行政區，為該邦文化樞紐。該縣縣治即位在达尔瓦德。達爾瓦德以奶製品甜食 Dharwad Peda 聞名。

## 地理
達爾瓦德縣位於卡納塔克邦北半部的西部。該縣距離海平面約800米，所以其氣候十分溫和。

## 外部連結
| \| \| 卡纳塔克邦行政区划 \| |                    |
| 查马拉贾纳加尔县\| 南卡纳达县 \| 巴加尔果特县 \| 班加罗尔市区县 \| 班加罗尔乡村县 \| 贝尔高姆县 \| 贝拉里县 \| 比德尔县 \| 比贾布尔县 \| 奇克马加卢尔县 \| 奇特拉杜尔加县 \| 达文盖雷县 \| 达尔瓦德县 \| 加达格县 \| 古尔伯加县 \| 哈桑县 \| 哈韦里县 \| 果达古县 \| 果拉尔县 \| 戈伯尔县 \| 曼迪亚县 \| 迈索尔县 \| 赖久尔县 \| 希莫加县 \| 杜姆古尔县 \| 乌杜皮县 \| 北卡纳达县 \| |                    |
| 参考： 卡纳塔克邦 - 印度行政区划 |                    |
| | 卡纳塔克邦行政区划 |